# Canton de Massy
Le canton de Massy est une circonscription électorale française du département de l'Essonne créée par le décret du 24 février 2014. Elle tient lieu de circonscription d'élection des conseillers départementaux et entre en vigueur lors des premières élections départementales suivant la publication du décret.

## Historique
En 1964, dans l'ancien département de Seine-et-Oise est créé un canton de Massy qui comprenait les communes de Champlan, Massy, Saulx-les-Chartreux et Wissous.
Un nouveau canton de Massy, division de l'actuel département de l'Essonne, créé par le décret no 67-589 du 20 juillet 1967, regroupait alors les communes de Massy et Wissous. 
Le décret du 7 décembre 1975 lui enlève la commune de Wissous qui rejoint le nouveau canton de Chilly-Mazarin. Un nouveau décret du 24 janvier 1985 scinde ce canton en deux pour créer sur la moitié est de la commune le canton de Massy-Est, le surplus devenant le canton de Massy-Ouest.
Dans le cadre du redécoupage cantonal de 2014 en France, la nouvelle division cantonale de l'Essonne entre en vigueur à l'occasion des premières élections départementales suivant le décret du 24 février 2014. Les conseillers départementaux sont, à compter de ces élections, élus au scrutin majoritaire binominal mixte. Les électeurs de chaque canton élisent au Conseil départemental, nouvelle appellation du Conseil général, deux membres de sexe différent, qui se présentent en binôme de candidats. Les conseillers départementaux sont élus pour 6 ans au scrutin binominal majoritaire à deux tours, l'accès au second tour nécessitant 12,5 % des inscrits au 1er tour. En outre la totalité des conseillers départementaux est renouvelée. Ce nouveau mode de scrutin nécessite un redécoupage des cantons dont le nombre est divisé par deux avec arrondi à l'unité impaire supérieure si ce nombre n'est pas entier impair, assorti de conditions de seuils minimaux. Dans l'Essonne, le nombre de cantons passe ainsi de 39 à 21.
Le canton de Massy est ainsi recréé, entièrement inclus dans l'arrondissement de Palaiseau. Le bureau centralisateur est situé à Massy.

## Représentation

### Représentation avant 2015
| Période | Période | Identité               | Étiquette | Qualité                                                                                                 |
| ------- | ------- | ---------------------- | --------- | --- |
| 1964    | 1967    | Michel Aubert          | SFIO      | Inspecteur principal PTT Maire de Massy (1959-1971)                                                     |
| 1967    | 1979    | Charles Guyonneau      | PCF       | Adjoint au maire de Massy, suppléant du député Pierre Juquin (1967-1968)                                |
| 1979    | 1985    | Marie-Noëlle Lienemann | PS        | Professeur de l'Education nationale Adjointe au maire de Massy Elue en 1985 dans le Canton de Massy-Est |

### Représentation depuis 2015
| Période élective | Période élective | Mandat | Mandat   | Identité              | Nuance | Nuance | Qualité |
| ---------------- | ---------------- | ------ | -------- | --------------------- | ------ | ------ | --- |
| 2015             | 2021             | 2015   | 2021     | Jérôme Guedj          |        | PS     | Inspecteur général des Affaires sociales Député (2012-2014) Président du conseil général (2011-2015)                                          |
| 2015             | 2021             | 2015   | 2021     | Rafika Rezgui         |        | PS     | Ancienne assistante parlementaire de François Lamy Maire de Chilly-Mazarin (2012-2014; depuis 2020)                                           |
| 2021             | 2028             | 2021   | en cours | Nicolas Samsoen       |        | UDI    | Ingénieur en génie civil Maire de Massy (depuis 2017) 11ème Vice-président en charge des finances et de l’efficacité des politiques publiques |
| 2021             | 2028             | 2021   | en cours | Martine Cinosi Girard |        | DVD    | 1re Maire adjointe de Chilly-Mazarin (2014-2020) Conseillère départementale déléguée au handicap                                              |

### Résultats détaillés

#### Élections de mars 2015
À l'issue du 1er tour des élections départementales de 2015, deux binômes sont en ballottage : Jérôme Guedj et Rafika Rezgui (Union de la Gauche, 40,01 %) et Martine Cinosi Girard et Pierre Ollier (Union de la Droite, 33,56 %). Le taux de participation est de 44,98 % (17 400 votants sur 38 681 inscrits) contre 47,42 % au niveau départemental et 50,17 % au niveau national.
Au second tour, Jérôme Guedj et Rafika Rezgui (Union de la Gauche) sont élus avec 51,54 % des suffrages exprimés et un taux de participation de 44,85 % (8 399 voix pour 17 347 votants et 38 682 inscrits).

#### Élections de juin 2021
Le premier tour des élections départementales de 2021 est marqué par un très faible taux de participation (33,26 % au niveau national). Dans le canton de Massy, ce taux de participation est de 30,36 % (11 815 votants sur 38 913 inscrits) contre 30,18 % au niveau départemental. À l'issue de ce premier tour, deux binômes sont en ballottage : Martine Cinosi Girard et Nicolas Samsoen (DVD, 42,7 %) et Roger Del Negro et Rafika Rezgui (Union à gauche avec des écologistes, 36,88 %).
Le second tour des élections est marqué une nouvelle fois par une abstention massive équivalente au premier tour. Les taux de participation sont de 34,36 % au niveau national, 32,47 % dans le département et 32,88 % dans le canton de Massy. Martine Cinosi Girard et Nicolas Samsoen (DVD) sont élus avec 55,48 % des suffrages exprimés (6 761 voix pour 12 800 votants et 38 933 inscrits),,. 

## Composition

### Composition de 1964 à 1967
Le canton comprenait quatre communes.
- Champlan
- Massy
- Saulx-les-Chartreux
- Wissous

### Composition de 1967 à 1975
Le canton comprenait les communes de Massy et Wissous.

### Composition depuis 2015
Le nouveau canton de Massy comprend deux communes entières.
| Nom                           | Code Insee | Intercommunalité | Superficie (km2) | Population (dernière pop. légale) | Densité (hab./km2) | Modifier                                    |
| ----------------------------- | ---------- | ---------------- | ---------------- | --------------------------------- | ------------------ | ------------------------------------------- |
| Massy (bureau centralisateur) | 91377      | CA Paris-Saclay  | 9,43             | 50 597 (2022)                     | 5 366              | modifier les données · modifier les données |
| Chilly-Mazarin                | 91161      | CA Paris-Saclay  | 5,57             | 19 981 (2022)                     | 3 587              | modifier les données · modifier les données |
| Canton de Massy               | 9112       |                  | 15,00            | 70 578 (2022)                     | 4 705              | modifier les données                        |

## Démographie
En 2022, le canton comptait 70 578 habitants, en évolution de +0,74 % par rapport à 2016 (Essonne : +2,89 %, France hors Mayotte : +2,11 %).
| 2013   | 2018   | 2022   |
| ------ | ------ | ------ |
| 65 404 | 70 490 | 70 578 |